# ネストラルパン
ネストラルパン（Nextlalpan）は、メキシコ合衆国のメヒコ州にある都市。人口は5万7082人（2020年）。首都メキシコシティに近い。